# Russen in Bulgarien

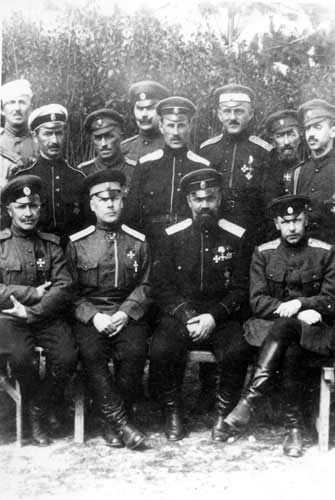
Weißgardistische Emigranten in Bulgarien

Russen in Bulgarien bilden mit 31 679 Menschen (gezählt 2019) die viertgrößte ethnische Minderheit des Landes und leben vor allem in Großstädten wie Sofia, Plovdiv, Warna und Burgas. Obwohl die größte Welle an russischen Siedlern (Weißgardisten) nach den Ereignissen der Oktoberrevolution und des Bürgerkrieges in Russland kam, lebte bereits im 19. Jahrhundert eine kleine Gruppe Russen in Bulgarien.

## Geschichte
Zu den ersten russischen Siedlern gehörten die altgläubigen Nekrassow-Kosaken, von denen einige 1674 das Dorf Tatariza in der damaligen osmanischen Süd-Dobrudscha (heute Teil des Dorfes Aydemir in der Provinz Silistra) gründeten und 1750 eine Kirche bauten. Ein weiteres von Russen bevölkertes Dorf im Nordosten Bulgariens ist Kasaschko im Bezirk Varna, in dem Nachkommen von Kuban- und Donkosaken seit 1905 leben. Die altgläubigen Gemeindemitglieder sind bekannt als Lipowaner und gehören zu der Gruppe, die auch in Rumänien und in der Ukraine ansässig ist. Ihre Hauptbeschäftigung ist die Fischerei (auf der Donau für Lipowaner in Tataritsa und auf dem Varna-See für Anwohner Kasaschkos).
Nach dem Russisch-Osmanischen Krieg von 1877 bis 1878, welcher vor allem auf dem Territorium des heutigen Bulgariens geführt wurde und 1878 zur Befreiung Bulgariens führte, wurde eine vorübergehende russische Verwaltung mit Fürst Alexander Michailowitsch Dondukow-Korsakow an der Spitze gegründet.
Nach der Niederlage im Bürgerkrieg flüchteten viele Weißgardisten nach Bulgarien (damals Monarchie) auf der Suche nach Obdach. Anfangs betrug ihre Zahl ungefähr 24 000, jedoch wurden circa 4 000 begnadigt und kehrten in die Sowjetunion zurück. Viele andere wurden von Aleksandar Stambolijski ausgewiesen. Nach dem Zweiten Weltkrieg, als Bulgarien von den Sowjets besetzt wurde und eine Kommunistische Regierung installiert wurde, wanderte eine beachtliche Zahl an Russen in das Land ein. In Bulgarien arbeiteten Kulturschaffende wie Peter Senenko, Philip Kirkorow und sein Vater Bedros. Heute sind ausländische Geschäftsleute (darunter auch russische), die in Bulgarien wohnhaft sind, berechtigt, einen bulgarischen Pass unter bestimmten Bedingungen (wie die Investierung von mehr als 250 000 US-Dollar oder das Projekt „Von Grund auf“) zu erlangen.

## Unterstützende Institutionen
Aus den festen Kontakten Russlands und Bulgariens resultierte zwischen dem 19. und 20. Jahrhundert die Schule der bulgarischen russischen Philologie. Die russische Sprache wurde in Kindergärten, Schulen und Hochschulen in Bulgarien gelernt, darunter auch als Fachbereich.
In Bulgarien gibt es eine Reihe von russischen Organisationen, so wie den Bund der Landsmänner, die Gemeinschaft russischer Bürger und den Bund russischer Weißgardisten und ihrer Nachkommen in Bulgarien. Des Weiteren existieren russische Organisationen, welche russischsprachige und alle Interessierten an der russischen Kultur unterstützt. Die zentralste dieser Einrichtungen ist das Russische Kultur- und Informationszentrum in Sofia (РКИЦ), welches 1975 öffnete. Ebenfalls werden in verschiedenen Städten russische Zentren, die von der Stiftung „Russiki Mir“ gegründet wurden, geleitet. Sie geben russischsprachige Zeitungen und Zeitschriften heraus, eröffnen Läden mit russischen Waren und führen die Webseite „Russischsprachiges Bulgarien“ sowie Foren für die russischsprachige Bevölkerung.